# Tatiana Karakaixiants
Tatiana Karakaixiants   (Kursk, 21 de desembre de 1925 - Moscou, 13 d'octubre de 2004) fou una saltadora russa, que va competir sota bandera de la Unió Soviètica durant les dècades de 1940 i 1950.
El 1952 va prendre part en els Jocs Olímpics d'Estiu de Hèlsinki, on fou sisena en la prova del palanca del programa de salts. Quatre anys més tard, als Jocs de Melbourne, fou cinquena en la mateixa prova.
En el seu palmarès destaca una medalla d'or en el salt de palanca de 10 metres de Campionat d'Europa de natació de 1954 i quatre campionats nacionals en trampolí (1949) i palanca (1954, 1955, 1956). Un cop retirada exercí d'entrenadora.